# Ołeh Mozhowy
Ołeh Anatolijowycz Mozhowy, ukr. Олег Анатолійович Мозговий (ur. 24 marca 1982) – ukraiński piłkarz, grający na pozycji napastnika.

## Kariera piłkarska

### Kariera klubowa
Wychowanek klubu Schid Kijów, barwy którego bronił w juniorskich mistrzostwach Ukrainy (DJuFL). W kwietniu 1999 rozpoczął karierę piłkarską w drugiej drużynie Obołoni Kijów. Latem 1999 wyjechał do Węgier, gdzie występował w klubach Dunaferr SE oraz Érdi Sport FC. W 2001 powrócił do Ukrainy i podpisał kontrakt z Dniprem Dniepropetrowsk, ale grał tylko w drugiej i trzeciej drużynach Dnipra. Na początku 2002 zasilił skład zespołu Nafkom-Akademia Irpień. W 2004 ponownie wyjechał za granicę, gdzie podpisał kontrakt z litewskim FK Šilutė. Latem 2004 zmienił klub na FBK Kaunas (w październiku grał w farm klubie Jėgeriai Kowno), ale w następnym roku przeniósł się do izraelskiego Hapoelu Petach Tikwa. Potem powrócił do Ukrainy i zaczął grać w piłkę nożną plażową. Na początku 2010 powrócił na krótko do wielkiej piłki nożnej zasilając skład FK Ołeksandrija.

### Kariera reprezentacyjna
Od 2006 bronił barw reprezentacji Ukrainy w piłce nożnej plażowej. W eliminacjach do pierwszych mistrzostw Europy został najlepszym strzelcem ukraińskiej drużyny.

## Sukcesy i odznaczenia

### Sukcesy klubowe
- mistrz Węgier: 2000
- mistrz Litwy: 2004
- zdobywca Toto Cup: 2005